# Кищим
Кищим (на руски: Кыштым) е град в Челябинска област, Русия. Населението му към 1 януари 2018 година е 36 997 души.